# Dentaspis hargreavesi
Dentaspis hargreavesi är en insektsart som först beskrevs av Robert Malcolm Laing 1925.  Dentaspis hargreavesi ingår i släktet Dentaspis och familjen pansarsköldlöss. Inga underarter finns listade i Catalogue of Life.